# Медал 30 години МВР
Медалът „30 години МВР“ е учреден в Народна република България на 22 май 1974 година.
С него са награждавани българи и чужди граждани, които са подпомогнали дейността на Министерство на вътрешните работи, а също и на служители на министерството.
Медалът има кръгла форма с диаметър 34 мм и е изработен от светложълт метал. На аверса - българското национално знаме и червено знаме с емблемата на МВР - меч, чук и сърп. От лявата страна на знамената стоят 3 житни класа, а под знамената - надпис на 3 реда „30 години МВР“. На реверса има петолъчка и юбилейните години „1944-1974“, обградени в кръг от житни класове. Лентата на медала е с петоъгълна форма в националните цветове бяло-зелено-червено.